# Клубничное поколение
Клубничное поколение (реже «земляничное поколение», Цаомэй Цзу, кит. 草莓族 или 草莓世代; пиньинь Cǎoméi zú или cǎoméi shìdài) — китайский неологизм, которым называют тайваньцев, родившихся после 1981 и до 1990 года, которые «легко мнутся» подобно клубнике, то есть не выдерживают социального давления или тяжёлого труда, в отличие от поколения их родителей. Этот термин обозначает непокорных, избалованных, эгоистичных, высокомерных и ленивых людей. Клубничное поколение похоже на поколение сатори в Японии и на поколение сампхо/поколение N-по в Южной Корее.

## Термин
Понятие возникло из представления, что представители этого поколения выросли, будучи слишком опекаемыми своими родителями, в условиях экономического процветания, подобно клубнике, которую выращивают в теплицах и продают дороже других фруктов.
Термином характеризуют большинство китайцев, родившихся с начала 1980-х годов. По словам представителей старших поколений, несмотря на неплохие задатки, они не готовы к настоящим испытаниям и проблемам; они не испытали больших потрясений и больших радостей и не готовы к ним, как не готова клубника к холодам и небрежному обращению.
Неологизм начинает набирать известность в прессе Восточной Азии для обозначения демографических или психографических точек зрения на потребительское поведение. «Поколение клубники» может стать азиатским аналогом поколения Y в западном мире.
Другое название поколения — «семиклассники», так как по официальному летосчислению, используемому на Тайване, они родились в седьмое десятилетие (годы с 70 по 79) Китайской Республики.
В 2011 году журнал «Финансовые вести» (Wealth) и агентство по трудоустройству «Банк вакансий 104» предложили переименовать «клубничников» в «поколение избалованных, но свободных» (кай-фэй цзу — от англ. cared-free), чтобы подчеркнуть важность личной свободы в их системе ценностей.

## Ироническое использование

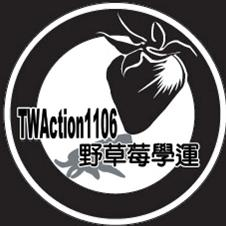
Официальный логотип для движения клубники (野草莓學運)

Этот термин употребляется иронически тайваньским студенческим движением в 2008 (кит. трад. 野草莓運動). Это движение стало ответом на посещение Тайваня председателем китайской Ассоциации за развитие связей между берегами Тайваньского пролива Чэнь Юньлинем.